# Locul fosilifer Mălușteni
Locul fosilifer Mălușteni (monument al naturii) este o arie protejată de interes național ce corespunde categoriei a III-a IUCN (rezervație naturală de tip paleontologic), situată în județul Vaslui, pe teritoriul administrativ al comunei Mălușteni.

## Descriere
Aria protejată se află în partea sudică a Podișului Central Moldovenesc, în teritoriul nord-vestic al satului Mălușeni și se întinde pe o suprafață de 10 hectare.
Rezervația naturală declarată arie protejată prin Legea Nr.5 din 6 martie 2000 (privind aprobarea Planului de amenajare a teritoriului național - Secțiunea a III-a zone protejate), reprezintă un abrupt al pârâului Valea Românească, acoperit pe alocuri de vegetație forestieră și ierboasă, unde în stratele de roci formate din gresii, pietriș și  nisipuri, au fost descoperite importante depozite fosilifere atribuite Pleistocenului superior, constituite din resturi vertebrate ale unor specii de mamifere preistorice (cerbi, căprioare, antilope, maimuțe, rechini, șarpi, păsări, etc).